# Митинка (Смоленская область)
Митинка — деревня в Гагаринском районе Смоленской области России. Входит в состав Покровского сельского поселения. Население — 2 жителя (2007 год). 
Расположена в северо-восточной части области в 21 км к юго-востоку от Гагарина, в 17 км южнее автодороги М1 «Беларусь». В 20 км севернее деревни расположена железнодорожная станция Колесники на линии Москва — Минск. 

## История
В годы Великой Отечественной войны деревня была оккупирована гитлеровскими войсками в октябре 1941 года, освобождена в марте 1943 года.